# Declaración Universal de Derechos de los Usuarios de Servicios Bancarios y Financieros
La Declaración Universal de Derechos de los Usuarios de Servicios Bancarios y Financieros es un documento declarativo, para servir como garante de equidad en las relaciones entre los prestadores de servicios bancarios y financieros y sus usuarios, surgido gracias a la iniciativa de Ausbanc  Consumo en relación con la red de Ausbanc Internacional; y recoge los derechos básicos, bancarios y financieros, que todos los usuarios deberían tener en cualquier país del Mundo. 
En su elaboración, participaron durante 12 largos meses, magistrados, académicos, catedráticos, banqueros y representantes de Ausbanc Internacional junto a un buen número de servicios jurídicos de asociaciones y organizaciones internacionales y ha sido posteriormente presentada ante numerosos organismos, entre ellos el Fondo Monetario Internacional (FMI).
La Declaración fue suscrita en Salamanca en septiembre de 2005. El documento cuenta con el apoyo de numerosas organizaciones públicas y privadas de defensa de los derechos de los consumidores bancarios, así como instituciones bancarias, gubernamentales y económicas de uno y otro lado del Atlántico (Europa y América). Además, la Declaración fue asimismo suscrita por un buen número de entidades financieras (Banco Santander, La Caixa, Banco Sabadell – Atlántico, Banco Pastor, Caixa Galicia, Caja Duero, Caja Murcia, Bancaja, BBK, Cajamar y Caja Laboral Popular).
Entre los derechos reconocidos está el acceso al crédito sin discriminación, la libertad de contratación, la mejora de las condiciones de los contratos, la necesidad de una legislación financiera, el derecho a la mejora de las condiciones crediticias según las circunstancias del mercado y el derecho a no ser privado de libertad en ningún caso por razón de deudas bancarias.

## Estructura
La Declaración está dividida en 29 considerandos iniciales, 2 títulos, 5 capítulos y 54 artículos, ofreciendo un marco básico de derechos a los usuarios de los servicios bancarios y financieros. En este sentido, la Declaración está traducida al inglés, francés, alemán, italiano, portugués, árabe y chino (abarca el 70% de la población mundial).
- Considerandos
- Título I: Principios generales
  - Capítulo I. Libre competencia
  - Capítulo II. Competencia desleal
  - Capítulo III. Prestación de servicios financieros y legislación financiera
- Título II: Derechos de los usuarios de servicios financieros  
  - Capítulo I. Derechos contractuales de los usuarios de servicios financieros
  - Capítulo II. Derecho de Información de los Usuarios de servicios financieros
  - Capítulo III. Protección de los datos personales de los usuarios: intimidad y honor
  - Capítulo IV. Derechos económicos de los usuarios de servicios financieros
  - Capítulo V. Defensa de los derechos de los usuarios

## "La Declaración de Salamanca"
A la Declaración Universal de Derechos se la conoce también como “La Declaración de Salamanca” y supone una auténtica Carta Magna de los Derechos de los Usuarios Bancarios. 
El 29 de septiembre de 2005 fue presentada en el Salón de Recepciones del Ayuntamiento de Salamanca en un acto revestido de gran formalidad y que fue presidido por el Alcalde de la ciudad, Julián Lanzarote
El acto de primera lectura del texto y entrega para su custodia en la Universidad de Salamanca estuvo enmarcado como Acto Complementario de la XV Cumbre Iberoamericana de Jefes de Estado y de Gobierno, que tuvo lugar los días 14 y 15 de octubre de 2005 en la ciudad castellana.  En la misma lectura, ilustres personalidades hicieron uso de la palabra para que, con posterioridad, se realizara el acto de la firma de las adhesiones, en la que además de representantes de importantes entidades de crédito (Bancaja, BBK, Caja Duero Caja Laboral, Caja Murcia, Caixa Galicia, Grupo Santander e Ibercaja) y los intervinientes en el acto (Alejandra Gils Carbó, fiscal general ante la Cámara de apelaciones en lo comercial de Argentina, Ariel Armel Arenas, presidente de la Confederación Colombiana de consumidores, Evelyn Jacir de Lovo, comisionada presidencial para la Defensoría del Consumidor de la República de El Salvador, José Alfonso Rivera Domínguez, Vicepresidente Jurídico del organismo público CONDUSEF, Samuel G. Ruh Ríos, Presidente del organismo público venezolano INDECU, Antonio Escamez, director general y Consejero miembro de la Comisión ejecutiva del Grupo Santander, Luis Pineda, presidente de Ausbanc Internacional y Julián Lanzarote, alcalde de Salamanca) plasmaron su firma otros representantes de organizaciones de distintos países: Frederico Guilherme Dos Santos Coutiño de Ausbance (Brasil), Ninfa Andrade Navarrete, presidenta de Proserco (Colombia), Leonel Leal Cardozo, Decano de la Universidad del Valle (Colombia), Juan Ricardo Fernández Ramírez, presidente de la Asociación de Consumidores Libres (Costa Rica), Armando José Díaz, presidente de Uscal (EE. UU.), Gabriel Barandiarán, presidente de Causa Común (Uruguay), Roberto León Parilli, presidente de Anauco (Venezuela) y Veyra Losada de la Superintendencia de Bancos (Venezuela).
El día 30, se hizo entrega de un manuscrito de la Declaración Universal de Derechos del Usuario de Servicios Bancarios y Financieros al Magnífico Rector de la Universidad de Salamanca para su guarda y custodia en el Arca de las Cinco Llaves, en el Sancta Sanctorum de la Biblioteca de la Universidad de Salamanca, una de las bibliotecas más antiguas de Occidente. Finalmente, el documento fue leído en su integridad por diversos invitados en el Paraninfo de la Universidad.